# Nowaja Wilejka
Nowaja Wilejka (biał. Новая Вілейка; ros. Новая Вилейка) – wieś na Białorusi, w obwodzie witebskim, w rejonie dokszyckim, w sielsowiecie Biarozki. W 2009 roku liczyła 7 mieszkańców.